# Kościół Apostołów Piotra i Pawła w Tychach
Kościół Apostołów Piotra i Pawła w Tychach – kościół parafialny parafii ewangelicko-augsburskiej w Tychach.

## Historia
W 1982 r. zgromadzenie parafialne w Mikołowie rozpoczęło starania o erygowania w Tychach stacji kaznodziejskiej i o budowę tam kościoła. W 1983 r. Konsystorz Kościoła erygował filiał parafii w Mikołowie z siedzibą w Tychach. W tym samym roku urząd miasta wydał wstępną lokalizację na budowę kościoła. W 1984 r. postawiono na parceli barak – dawnego domu macierzystego sióstr diakonis diakonatu Eben-Ezer z Dzięgielowa k. Cieszyna. Odtąd w baraku – kaplicy odbywały się regularne nabożeństwa, lekcje nauczania kościelnego i inne spotkania parafialne. Dopiero w 1987 roku władze miejskie wydały zezwolenie na budowę kościoła.
Poświęcenia kamienia węgielnego pod budowę nowego kościoła ewangelickiego w Tychach odbyło się w 1987 roku. Po 8 latach budowy kościół apostołów Piotra i Pawła w Tychach (jeszcze niedokończony) został poświęcony przez zwierzchnika Kościoła, ks. bp. Jana Szarka w dniu 25 września 1995 r. W 1996 r. poświęcono nowy ołtarz, ambonę, chrzcielnicę oraz nowe organy.

## Architektura
Projektantami kościoła byli: Janusz Włodarczyk, Bożena Włodarczyk oraz Jerzy Maniura i Marek Maniura. Kościół wybudowano w latach 1987–1995. Projektantką ołtarza, chrzcielnicy, ambony i pulpitu, od którego czytane jest Słowo Boże, jest katolicka zakonnica, architekt Maristella z Apostolstwa Liturgicznego w Częstochowie, a wykonawcą artysta rzeźbiarz Akademii Sztuk Pięknych w Krakowie, Czesław Dźwigaj.
W centralnym miejscu na tle okna ołtarzowego został ustawiony stary krucyfiks pochodzący z roku 1906 z kościoła ewangelickiego w Woskowicach Górnych, który w roku 1947 został rozebrany.
W kościele znajdują się dwumanuałowe organy niemieckiej firmy Ahlborn, które zostały ufundowane przez holenderski chór Gemengd Streekkoor „O en U” w Molenaarsgraaf-Brandwijk.